# Open de Gibraltar de snooker 2015
L'Open de Gibraltar 2015 est un tournoi de snooker classé mineur, qui s'est déroulé du 9 au 13 décembre 2015 à Gibraltar. Il est sponsorisé par la Kreativ Dental Clinic. 

## Déroulement
Il s'agit de la sixième épreuve du championnat européen des joueurs, une série de tournois disputés en Europe (6 épreuves) et en Asie (1 épreuve), lors desquels les joueurs doivent accumuler des points afin de se qualifier pour la grande finale à Manchester.
L'événement compte un total de 179 participants, dont 128 ont atteint le tableau final. Le vainqueur remporte une prime de 25 000 €.
Le tournoi est remporté par Marco Fu qui a dominé le gallois Michael White 4 manches à 1 en finale. Fu ajoute à son succès un second break maximum en carrière, le meilleur break du tournoi, lui valant un bonus de 3 500 £,.

## Dotation
La répartition des prix est la suivante :
- Vainqueur : 25 000 €
- Finaliste : 12 000 €
- Demi-finaliste : 6 000 €
- Quart de finaliste : 4 000 €
- 8èmes de finale : 2 300 €
- 16èmes de finale : 1 200 €
- Deuxième tour : 700 €
- Dotation totale : 125 000 €

## Phases finales
|  | Quarts de finale au meilleur des 7 manches | Quarts de finale au meilleur des 7 manches | Quarts de finale au meilleur des 7 manches |               |               | Demi-finales au meilleur des 7 manches | Demi-finales au meilleur des 7 manches | Demi-finales au meilleur des 7 manches |  |  | Finale au meilleur des 7 manches | Finale au meilleur des 7 manches | Finale au meilleur des 7 manches |
|  |                                            |                                            |                                            |               |               |                                        |                                        |                                        |  |  |                                  |                                  |                                  |
|  |                                            | Liang Wenbo                                | 4                                          |               |               |                                        |                                        |                                        |  |  |                                  |                                  |                                  |
|  |                                            | David Grace                                | 1                                          |               |               |                                        |                                        |                                        |  |  |                                  |                                  |                                  |
|  |                                            | David Grace                                | 1                                          |               | Liang Wenbo   | 0                                      |                                        |                                        |  |  |                                  |                                  |                                  |
|  |                                            |                                            |                                            |               | Liang Wenbo   | 0                                      |                                        |                                        |  |  |                                  |                                  |                                  |
|  |                                            |                                            | Marco Fu                                   | 4             |               |                                        |                                        |                                        |  |  |                                  |                                  |                                  |
|  |                                            | Dominic Dale                               | Marco Fu                                   | 4             | 1             |                                        |                                        |                                        |  |  |                                  |                                  |                                  |
|  |                                            | Dominic Dale                               |                                            |               | 1             |                                        |                                        |                                        |  |  |                                  |                                  |                                  |
|  |                                            | Marco Fu                                   | 4                                          |               |               |                                        |                                        |                                        |  |  |                                  |                                  |                                  |
|  |                                            |                                            |                                            |               |               |                                        |                                        |                                        |  |  |                                  | Marco Fu                         | 4                                |
|  |                                            |                                            |                                            | Michael White | 1             |                                        |                                        |                                        |  |  |                                  |                                  |                                  |
|  |                                            | Alfie Burden                               | 2                                          |               |               |                                        |                                        |                                        |  |  |                                  |                                  |                                  |
|  |                                            | Michael White                              | 4                                          |               |               |                                        |                                        |                                        |  |  |                                  |                                  |                                  |
|  |                                            | Michael White                              | 4                                          |               | Michael White | 4                                      |                                        |                                        |  |  |                                  |                                  |                                  |
|  |                                            |                                            |                                            |               | Michael White | 4                                      |                                        |                                        |  |  |                                  |                                  |                                  |
|  |                                            |                                            | Stuart Bingham                             | 0             |               |                                        |                                        |                                        |  |  |                                  |                                  |                                  |
|  |                                            | Mark King                                  | Stuart Bingham                             | 0             | 1             |                                        |                                        |                                        |  |  |                                  |                                  |                                  |
|  |                                            | Mark King                                  |                                            |               | 1             |                                        |                                        |                                        |  |  |                                  |                                  |                                  |
|  |                                            | Stuart Bingham                             | 4                                          |               |               |                                        |                                        |                                        |  |  |                                  |                                  |                                  |

## Finale
| Finale au meilleur des 7 manches Arbitre : Dave Ford |                          |                              |
| Marco Fu Hong Kong                                   | 4 - 1 ( - )              | Michael White Pays de Galles |
| 1 140                                                | Centuries Meilleur break | 0                            |
| Marco Fu remporte l'Open de Gibraltar 2015           |                          |                              |